# 川崎市立川中島小学校
川崎市立川中島小学校（かわさきしりつ かわなかじましょうがっこう）は、神奈川県川崎市川崎区川中島にある公立小学校。

## 概要
川崎市川崎区内の川中島・大師駅前・伊勢町・藤崎の一部・観音の一部を学区としている。学校内にはイチョウや桜など多種の樹木が植えられており、周辺道路から学校を見渡すとかなりの樹木が植えられているのが確認できる。校内には校舎・体育館・プールといった基本的な施設のほか、わくわくプラザ・果樹園・水田が存在する。
平成22年度より現在まで「大規模改修プラン」として改装工事が行われている。
ホームページは「今日のひとこま」として毎日更新されており、学校概要や校内行事、コミュニティ活動の様子など内容が充実していることから、全日本小学校ホームページ大賞の「J-KIDS大賞2010都道府県優秀校」、「J-KIDS大賞2011都道府県優秀校」と、2年連続で受賞している。
2004年より、同校卒業生のプロ野球選手・井端弘和を招いての「井端祭り」を毎年開催している。

## 教育目標
- 知識を磨き、正しく理解できる児童を育成する(知)
- 自他ともに敬愛し、互いに協力する児童を育成する(情)
- きまりや約束を守り、責任を果たす児童を育成する(意)
- 心身ともに健康で、自ら実践する児童を育成する(体)

## 歴史
1937年（昭和12年）に川崎市立大師小学校より分離独立し創立。戦後川崎地区の工業の発展とともに児童数が増加し、一時期二部授業制となる。1955年（昭和30年）に川崎市立藤崎小学校が本校より分離独立することで二部授業が解消される。また、過去に数々の受賞歴をもち、近年では各メディアで紹介されている。
- 1937年（昭和12年）
  - 4月8日 - 川崎市立大師尋常小学校（現：川崎市立大師小学校）より分離独立し「川崎市立川中島尋常小学校」として開校。当時の児童数は548人。
  - 9月4日 - 校旗制定。
- 1941年（昭和16年）4月1日 - 制度改正により「川崎市立川中島国民学校」と名称変更。
- 1945年（昭和20年）4月15日 - 川崎大空襲。だが、当校舎は戦災から免れる。
- 1946年（昭和21年）2月 - 給食開始。
- 1947年（昭和22年）
  - 4月1日 - 制度改正により「川崎市立川中島小学校」と名称変更。
  - 4月1日 - 二部授業制となる。これは同日に川崎市立川中島中学校が開校したが、校舎の一部を中学校に貸与したことにより教室不足となった為である。
- 1954年（昭和29年）4月 - 児童数が2093名となり、二部授業制の小学校としては日本一の児童数となる。
- 1955年（昭和30年）
  - 4月1日 - 川崎市立藤崎小学校開校。校舎の一部を藤崎小学校に貸与。
  - 7月17日 - 川崎市立藤崎小学校が当校より分離独立し移転。これにより二部授業制が解消される。
- 1959年（昭和34年）9月1日 - 川崎市立養護学校の分校として特殊学級（後にたんぽぽ学級→支援学級として若草級→名称変更してセンター級）を設置。
- 1960年（昭和35年）9月15日 - 校歌制定。
- 1971年（昭和46年）3月23日 - 交通安全推進校として川崎市より表彰を受ける。
- 1975年（昭和50年） - 川中島小学校児童合奏団がNHK児童音楽コンクールで神奈川県第1位となる。（演奏曲はアントニオ・ヴィヴァルディの「春・第一楽章」）
- 1976年（昭和51年）1月25日 - 全国学校合奏コンクール小学校の部で「神奈川県コンクール最優秀賞」を受賞。その後関東甲信越大会に出場する。
- 1980年（昭和55年） - 子供たちの創造性育成のため「なかよしタイム」を設置。6月に実施した「子どもえん日」が6月15日付けの神奈川新聞に掲載される。
- 1982年（昭和57年）2月15日 - 日本教育版画コンクールにて「学校賞」を受賞[1]。
- 1983年（昭和58年）2月15日 - 日本教育版画コンクールにて「特別優秀校」を受賞[1]。
- 1986年（昭和61年）
  - 2月13日 - 川崎市健康優良校として川崎市より表彰を受ける。
  - 10月18日 - 緑化優秀学校として川崎市より表彰を受ける。
- 2006年（平成18年） - コミュニティスクール発足。
- 2010年（平成22年）
  - パナソニック教育財団より「第36回（平成22年度）実践研究助成」の一般助成先となる。
  - 1月12日 - テレビ東京系列番組「ワールドビジネスサテライト」のコーナー「技あり！ニッポンの底力 第220回 粉が飛び散らない」において当校が紹介される。
  - 2月19日 - 5年生による映画制作授業において、国際宇宙ステーションに滞在していた野口聡一から映像素材の提供を受け、映像編集の様子をメディアへ公開。
  - 9月15日 - 第8回全日本小学校ホームページ大賞（J-KIDS大賞2010）にて「都道府県優秀校」を受賞。
  - 9月22日 - 長十郎梨の収穫を祝うイベントを開催。当校の児童がラ チッタデッラと川中島商店街～川崎大師駅間を大八車でパレードを実施。
  - 10月1日 - テレビ東京系列番組「おはスタ」の「出没!アドすく〜る天国」にて長十郎梨の栽培と収穫祭の様子が放送される。
- 2011年（平成23年）11月18日 - 第9回全日本小学校ホームページ大賞（J-KIDS大賞2011）にて「都道府県優秀校」を受賞。

## 出身有名人
- 井端弘和（元プロ野球選手）
- 内竜也（元プロ野球選手）

## アクセス
- 京急電鉄大師線川崎大師駅から、徒歩約660m・約10分。
- 川崎鶴見臨港バス「川23」系統で、「川中島」停留所下車後、
  - 川崎駅前行のりばから、徒歩約160m・約2分。
  - 大師行のりばから、徒歩約220m・約3分（停留所から西門まで直線距離は115mほどだが、市道大師大島線を跨ぐ歩道橋を経由する必要があるため、約2倍の距離となる）。
- 川崎市バス「川04」・「川73」・「川05」・「川07」、川崎鶴見臨港バス「川02」・「川03」の各系統で、「藤崎一丁目」停留所下車後、
  - 塩浜営業所前・市営埠頭・京セラ前行、東扇島行、かわさきファズ・東扇島西公園前行（市バス）、塩浜二丁目・塩浜営業所行、キングスカイフロント行、浮島バスターミナル行（臨港バス）のりばから、徒歩約285m・約4分。
  - 川崎駅前行のりばから、徒歩約435m・約7分。
    - なお、臨港バス「川23」系統も「藤崎一丁目」停留所に停車するが、「川中島」停留所で降りた方が近い。